# Чалкьой
Чалкьой или Чал кьой (на турски: Çalıköy, Чалъкьой) е село в Източна Тракия, Турция, Вилает Одрин, Околия Узункьопрю.

## География
Селото се намира на 5 километра западно от Узункьопрю, близо до границата с Гърция.

## История
В XIX век Чалкьой е гръцко село в Узункьоприйска кааза в Одринския вилает на Османската империя. Според „Етнография на вилаетите Адрианопол, Монастир и Салоника“, издадена в Константинопол в 1878 година и отразяваща статистиката на населението от 1873 година, Чали (Tchaly) има 40 домакинства и 174 жители гърци.
Според статистиката на професор Любомир Милетич в 1912 година в селото живеят 100 гръцки семейства.
При избухването на Балканската война в 1912 година един човек от Чалкьой е доброволец в Македоно-одринското опълчение.

## Личности
Родени в Чалкьой
- Кости Иванов (1884 – ?), македоно-одрински опълченец, 2 рота на 4 битолска дружина[4]